# Aeropuerto de Tetuán-Sania Ramel
El aeropuerto de Tetuán-Sania Ramel (código IATA: TTU, código OACI: GMTN) es un aeropuerto internacional marroquí situado cerca de Tetuán y Río Martín.

## Historia
Inaugurado en octubre de 1913, en época del protectorado español de Marruecos. El ingeniero militar Federico Martín de la Escalera fue autor de las instalaciones originales del aeródromo, las cuales constaban de una pista de despegue y aterrizaje, hangares para almacenamiento y mantenimiento del material de vuelo, depósitos y un acuartelamiento.
Se encuentra en el suburbio de Sania Ramel, al noroeste de la ciudad. Su cercanía al núcleo urbano de Tetuán hace que se limiten los vuelos comerciales y se autorice el aterrizaje en una sola pista (pista 24), dificultando el aterrizaje en caso de viento en cola. Además, apenas posee ayuda instrumental (anticuado VOR-DME), y muchos vuelos se han visto desviados al aeropuerto de Tánger situado a unos 50 km al oeste.
Las únicas aerolíneas que ofrecen un servicio regular es Royal Air Maroc Express y Ryanair.
Gracias a Ryanair desde el inicio de sus operaciones en este aeropuerto el número de pasajeros aumento en un 800,62% en 2021, en tasa interanual según informo ONDA (en francés: Office National Des Aéroports, ONDA) aumentando así en más 600.000 pasajeros al año (teniendo en cuenta los pasajeros de vuelos de aviación general o ejecutivos). Su pista y la peligrosidad de la aproximación al aeropuerto hacen que las aerolíneas pasen de alto este destino. Además, el aeropuerto de la vecina Tánger, con más infraestructuras, hacen que sea más económicamente viable las operaciones en este último. No obstante, la aerolínea Ryanair opera en este aeropuerto desde el  1 de abril de 2019, haciendo así, conexión entre Tetuán y ciudades como Alicante, Madrid, Málaga, Sevilla, Marsella y Bruselas los que realizan dos vuelos regulares a la semana.

## Aerolíneas y destinos

### Destinos nacionales
| Ciudades   | Aeropuerto                          | Aerolíneas      |
| Marruecos  | Marruecos                           | Marruecos       |
| ---------- | ----------------------------------- | --------------- |
| Alhucemas  | Aeropuerto Cherif Al Idrissi        | Royal Air Maroc |
| Casablanca | Aeropuerto Internacional Mohammed V | Royal Air Maroc |
| Marrakech  | Aeropuerto de Marrakech-Menara      | Ryanair         |

### Destinos internacionales
| Ciudades por países | Nombre del aeropuerto                          | Aerolíneas                   |
| Europa              | Europa                                         | Europa                       |
| ------------------- | ---------------------------------------------- | ---------------------------- |
| Bélgica             |                                                |                              |
| Bruselas            | Aeropuerto de Bruselas-National                | Air Arabia / TUI fly Belgium |
| Bruselas            | Aeropuerto de Bruselas Sur                     | Ryanair                      |
| España              |                                                |                              |
| Alicante            | Aeropuerto de Alicante-Elche Miguel Hernández  | Ryanair                      |
| Barcelona           | Aeropuerto Josep Tarradellas Barcelona-El Prat | Air Arabia                   |
| Madrid              | Aeropuerto de Madrid-Barajas                   | Air Arabia / Ryanair         |
| Málaga              | Aeropuerto de Málaga-Costa del Sol             | Ryanair                      |
| Francia             |                                                |                              |
| Marsella            | Aeropuerto de Marsella-Provenza                | Ryanair (Estacional)         |
| París               | Aeropuerto de París-Charles de Gaulle          | Air Arabia                   |
| Países Bajos        |                                                |                              |
| Ámsterdam           | Aeropuerto de Ámsterdam-Schiphol               | Air Arabia                   |

## Estadísticas
Ver fuente y consulta Wikidata.